# Zlosyň
Obec Zlosyň (v místním nářečí Zlosejn) se nachází v okrese Mělník, kraj Středočeský. Rozkládá se asi třináct kilometrů jihozápadně od Mělníka a šest kilometrů severovýchodně od města Kralupy nad Vltavou. Žije zde 492 obyvatel. V obci se nachází malá kaplička. Nejvyšším bodem v obci je nepojmenovaný vrch, jehož vrchol se nachází 192 metrů nad mořem.

## Historie
První písemná zmínka o obci pochází z roku 1316.

### Územněsprávní začlenění
Dějiny územněsprávního začleňování zahrnují období od roku 1850 do současnosti. V chronologickém přehledu je uvedena územně administrativní příslušnost obce v roce, kdy ke změně došlo:
- 1850 země česká, kraj Praha, politický okres Slaný, soudní okres Velvary[4]
- 1855 země česká, kraj Praha, soudní okres Velvary
- 1868 země česká, kraj Praha, politický okres Slaný, soudní okres Velvary
- 1912 země česká, kraj Praha, politický okres Slaný, soudní okres Kralupy nad Vltavou[5]
- 1913 země česká, kraj Praha, politický i soudní okres Kralupy nad Vltavou[6]
- 1939 země česká, Oberlandrat Mělník, politický i soudní okres Kralupy nad Vltavou[7]
- 1942 země česká, Oberlandrat Praha, politický okres Roudnice nad Labem, soudní okres Kralupy nad Vltavou[8]
- 1945 země česká, správní i soudní okres Kralupy nad Vltavou[9]
- 1949 Pražský kraj, okres Kralupy nad Vltavou[10]
- 1960 Středočeský kraj, okres Mělník
- 2003 Středočeský kraj, okres Mělník, obec s rozšířenou působností Kralupy nad Vltavou

### Rok 1932
V obci Zlosyň (490 obyvatel) byly v roce 1932 evidovány tyto živnosti a obchody: holič, 2 hostince, kapelník, kolář, kovář, krejčí, obchod s mlékem, 2 obuvníci, pekař, pokrývač, obchod s lahvovým pivem, 5 rolníků, 3 řezníci, 2 obchody se smíšeným zbožím, Spořitelní a záložní spolek pro obec Zlosyň, trafika.

## Doprava
Dopravní síť
- Pozemní komunikace: Obcí prochází silnice II/101 Brandýs nad Labem – Neratovice – Vojkovice – Kralupy nad Vltavou – Kladno. Území obce protíná dálnice D8.
- Železnice: Železniční trať ani stanice na území obce nejsou. Nejblíže obci je železniční stanice Úžice ve vzdálenosti 3 km ležící na trati 092 z Kralup nad Vltavou do Neratovic.

Veřejná doprava
- Autobusová doprava: V obci má zastávku autobusová linka PID 372 Praha, Kobylisy – Kralupy nad Vltavou (v pracovních dnech 11 párů spojů) a 470 Mělník – Chlumín – Kralupy nad Vltavou (v pracovních dnech 5 párů spojů, o víkendech 5 párů spojů) (dopravce ČSAD Střední Čechy, a. s.).

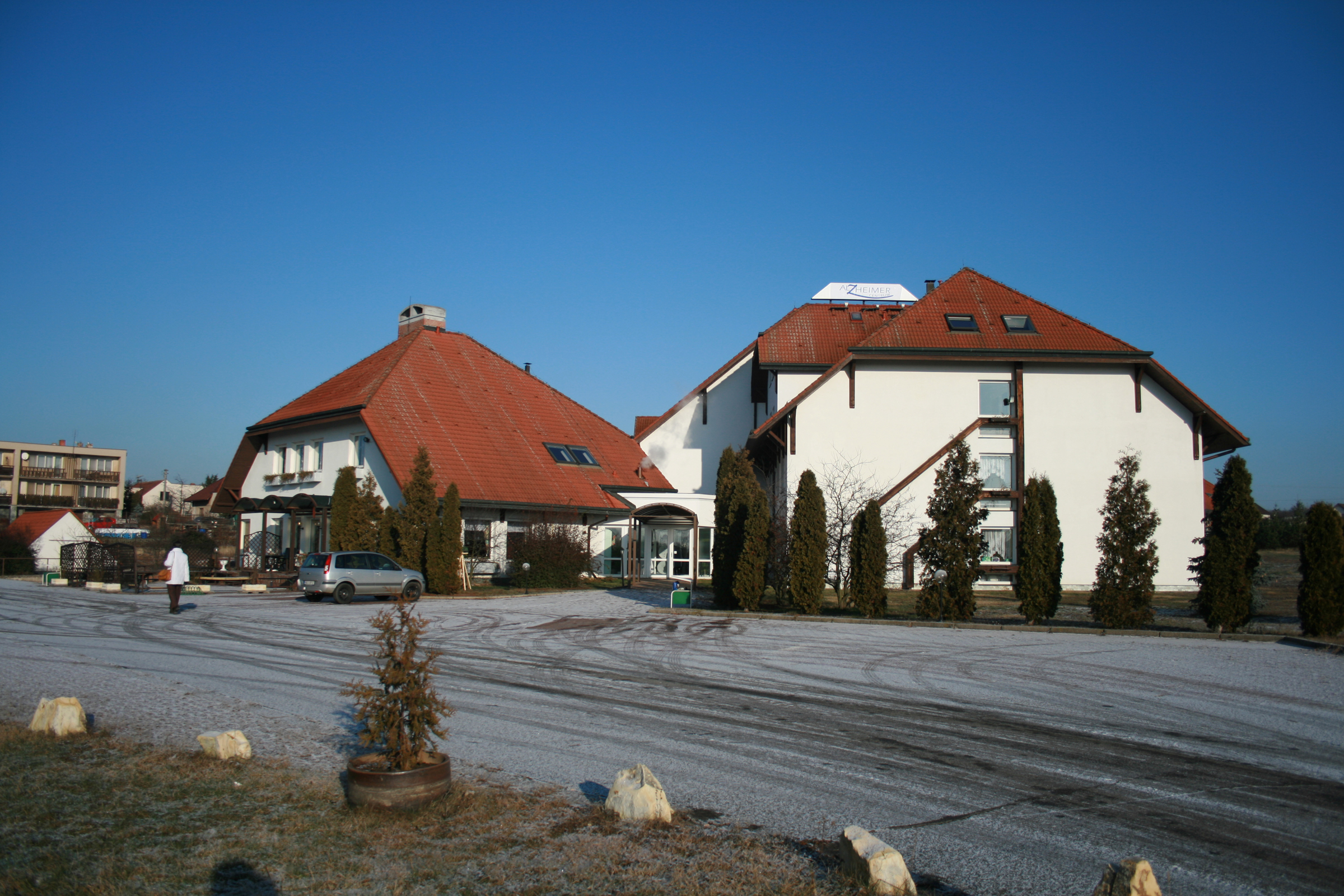
Léčebna pro pacienty s Alzheimerovou chorobou